# Diecéze arneæjská
Diecéze Arneæ je titulární diecéze římskokatolické církve.

## Historie
Arneæ, ztotožnitelná s Irnesi (Ernes) v dnešním Turecku, je starobylé biskupské sídlo nacházející se v římské provincii Lýkie. Diecéze byla součástí Konstantinopolského patriarchátu a sufragánnou arcidiecéze Myra.
Dnes je využívána jako titulární biskupské sídlo; v současnosti je bez titulárního biskupa.

## Seznam titulárních biskupů
- 1961 - 1963 Louis-Sylvain Robin
- 1963 - 1970 Patrice Flynn